# Springdale (Maryland)
Springdale és una concentració de població designada pel cens dels Estats Units a l'estat de Maryland. Segons el cens del 2000 tenia 2.645 habitants.

## Demografia
Segons el cens del 2000, Springdale tenia 2.645 habitants, 836 habitatges, i 699 famílies. La densitat de població era de 1.245,4 habitants per km².
Dels 836 habitatges en un 44,4% hi vivien nens de menys de 18 anys, en un 63,5% hi vivien parelles casades, en un 15,7% dones solteres, i en un 16,3% no eren unitats familiars. En el 12,4% dels habitatges hi vivien persones soles el 2,5% de les quals corresponia a persones de 65 anys o més que vivien soles. El nombre mitjà de persones vivint en cada habitatge era de 3,16 i el nombre mitjà de persones que vivien en cada família era de 3,4.
Per edats la població es repartia de la següent manera: un 30,9% tenia menys de 18 anys, un 6,4% entre 18 i 24, un 32,6% entre 25 i 44, un 24,4% de 45 a 60 i un 5,7% 65 anys o més.
L'edat mediana era de 35 anys. Per cada 100 dones de 18 o més anys hi havia 87,9 homes.
La renda mediana per habitatge era de 82.341 $ i la renda mediana per família de 81.811 $. Els homes tenien una renda mediana de 45.731 $ mentre que les dones 42.326 $. La renda per capita de la població era de 28.119 $. Entorn de l'1,4% de les famílies i el 3% de la població estaven per davall del llindar de pobresa.

## Poblacions més properes
El següent diagrama mostra les poblacions més properes.